# We Don’t Talk Anymore
We Don’t Talk Anymore ist ein Lied von Cliff Richard, das im Juli 1979 aus dem Album Rock ’n’ Roll Juvenile ausgekoppelt wurde. Produziert von Bruce Welch, dem Rhythmusgitarristen von The Shadows, und geschrieben von Alan Tarney, war es Richards zehnter Nummer-eins-Hit in Großbritannien und sein erster seit Congratulations im Jahr 1968.

## Rezeption
Die Single erreichte im August 1979 die Chartspitze der britischen Singlecharts und verweilte dort vier Wochen. Kurz vor seinem 39. Geburtstag und kurz nachdem bekannt geworden war, dass er den Order of the British Empire für seine Verdienste um die Musik erhalten sollte, festigte der Erfolg der Single sein Comeback, das bis weit in die 1980er und 1990er Jahre andauerte. We Don’t Talk Anymore wurde ein weltweiter Erfolg und war fünf Wochen lang auf Platz eins in Deutschland. Sie ist sein einziger englischsprachiger Erfolg an der deutschen Chartspitze, obwohl er dort in den 1960er Jahren zwei deutschsprachige Nummer-eins-Hits hatte. In den Vereinigten Staaten erreichte die Single Platz sieben in den Billboard Hot 100. Dadurch, dass der Charterfolg über Ende 1979 hinausging, war Richard als erster Künstler sowohl in den 1950er, 1960er, 1970er und 1980er Jahren in den Top 40 der Hot 100 vertreten.
Die Single verkaufte sich weltweit über vier Millionen Mal und führte des Weiteren die Charts in Österreich, Belgien (Flandern), Finnland, Hongkong, Irland, Malta, Norwegen und der Schweiz an. Sie wurde sowohl in Deutschland als auch in Großbritannien mit Gold ausgezeichnet.
Eine 12″-Version wurde 1979 in Deutschland, Frankreich und den Niederlanden veröffentlicht. Diese Version ist 6:54 Minuten lang und wurde nicht auf CD veröffentlicht.
Das Musikvideo war das sechste Video, das zum Sendestart am 1. August 1981 auf MTV ausgestrahlt wurde.

## Coverversionen
Die Coverversion von Mary Roos, Ich werde geh’n heute nacht, erreichte Platz 25 der deutschen Charts und war zwölf Wochen platziert. Roos führte sie am 12. November 1979 erstmals in der ZDF-Hitparade auf; der Titel war auf Platz 17 notiert. In der folgenden Sendung erreichte er am 10. Dezember 1979 Platz sieben. Nach einer Systemumstellung der Hitparade führte ihn Roos am 14. Januar 1980 erneut auf, konnte sich jedoch nicht für die folgende Ausgabe platzieren.
Weitere Versionen stammen unter anderem von Karel Gott (To jsou fámy), Annelie & Orry, Willy Sommers (Minder woorden), Markku Aro (Sua en saa puhumaan), The Shadows, Peter Jöback, T.B.C.V., Brotherhood of Man und dem Disco Light Orchestra.